# Heyda (Ilmenau)
Heyda ist ein Ortsteil der Stadt Ilmenau im Ilm-Kreis (Thüringen).

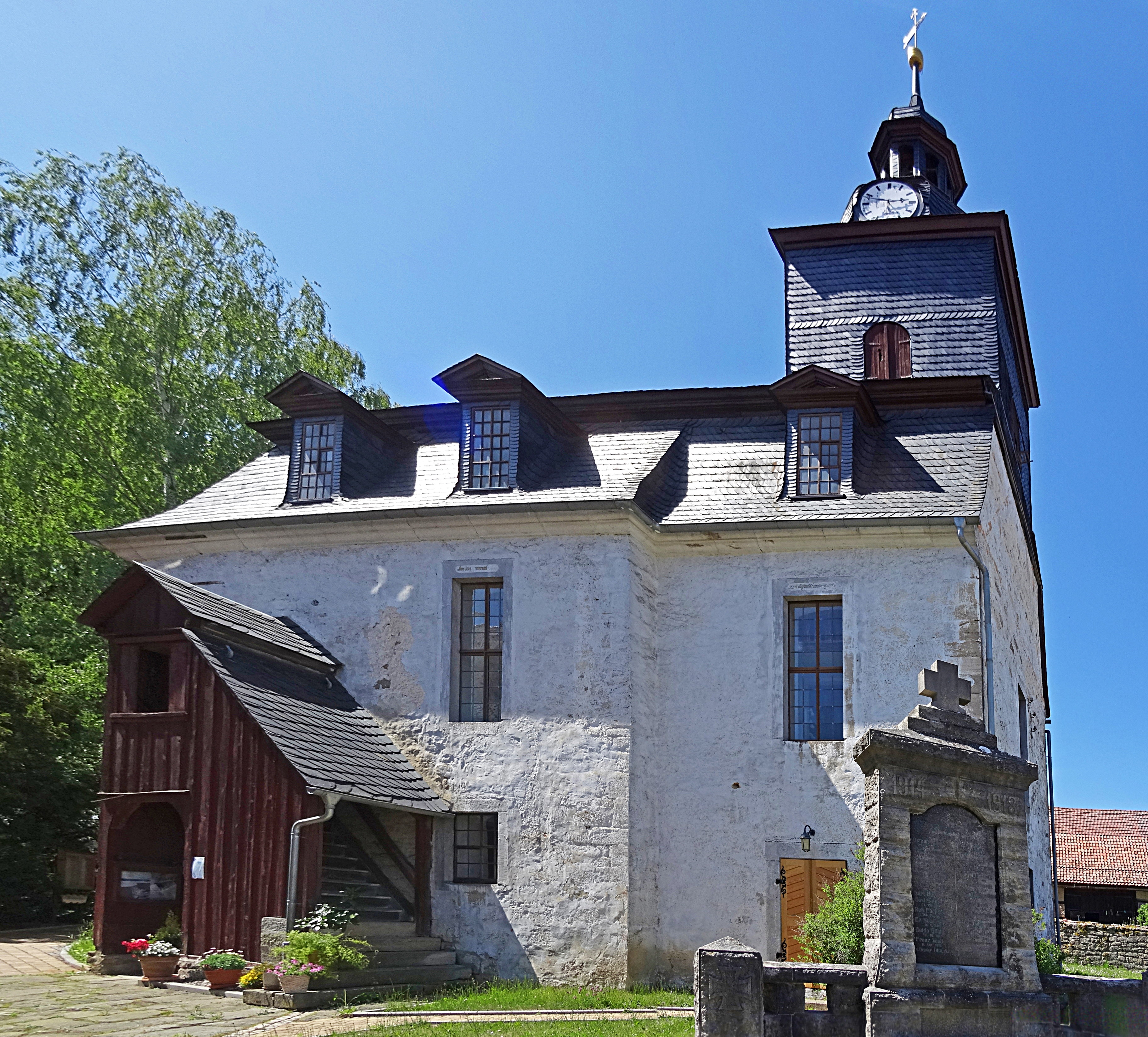
Dorfkirche

## Geografie
Heyda liegt etwa sechs Kilometer nördlich von Ilmenau. Die Talsperre Heyda, östlich des Ortes, wird durch das Flüsschen Wipfra gespeist, das seinen Verlauf jedoch außerhalb des Dorfgebietes hat. Ein weiterer Zulauf zum See ist ein kleiner Bach, der sich durch Heyda schlängelt. Die Landschaft in der Umgebung ist von sandigen Kiefernwäldern geprägt. Westlich und nordwestlich von Heyda erheben sich die Reinsberge, zu denen der Heydaer Berg mit 503,7 Metern Höhe gehört.

## Geschichte
Heyda wurde 1341 erstmals urkundlich erwähnt. Zwischen 1688 und 1920 gehörte es zu Sachsen-Weimar-Eisenach. Seit 1994 gehört die bis dahin selbstständige Gemeinde zur Stadt Ilmenau.
Um 1700 ist Heyda durch einen Brand zur Hälfte zerstört worden. Auch die Kirche brannte ab, und viele Dokumente wurden vernichtet.

### Einwohnerentwicklung
| 1788 bis 1945                                                                                    | 1975 bis 2005 |
| ------------------------------------------------------------------------------------------------ | --- |
| - 1788: 237 - 1804: 240 - 1845: 350 - 1890: 386 - 1910: 457 - 1925: 491 - 1933: 547 - 1945: >700 | - 1975: 537 - 1989: 487 - 1991: 447 - 1996: 484 - 2000: 515 - 2002: 493 - 2003: 500 - 2004: 489 - 2005: 487 - 2011: 422 |

## Politik

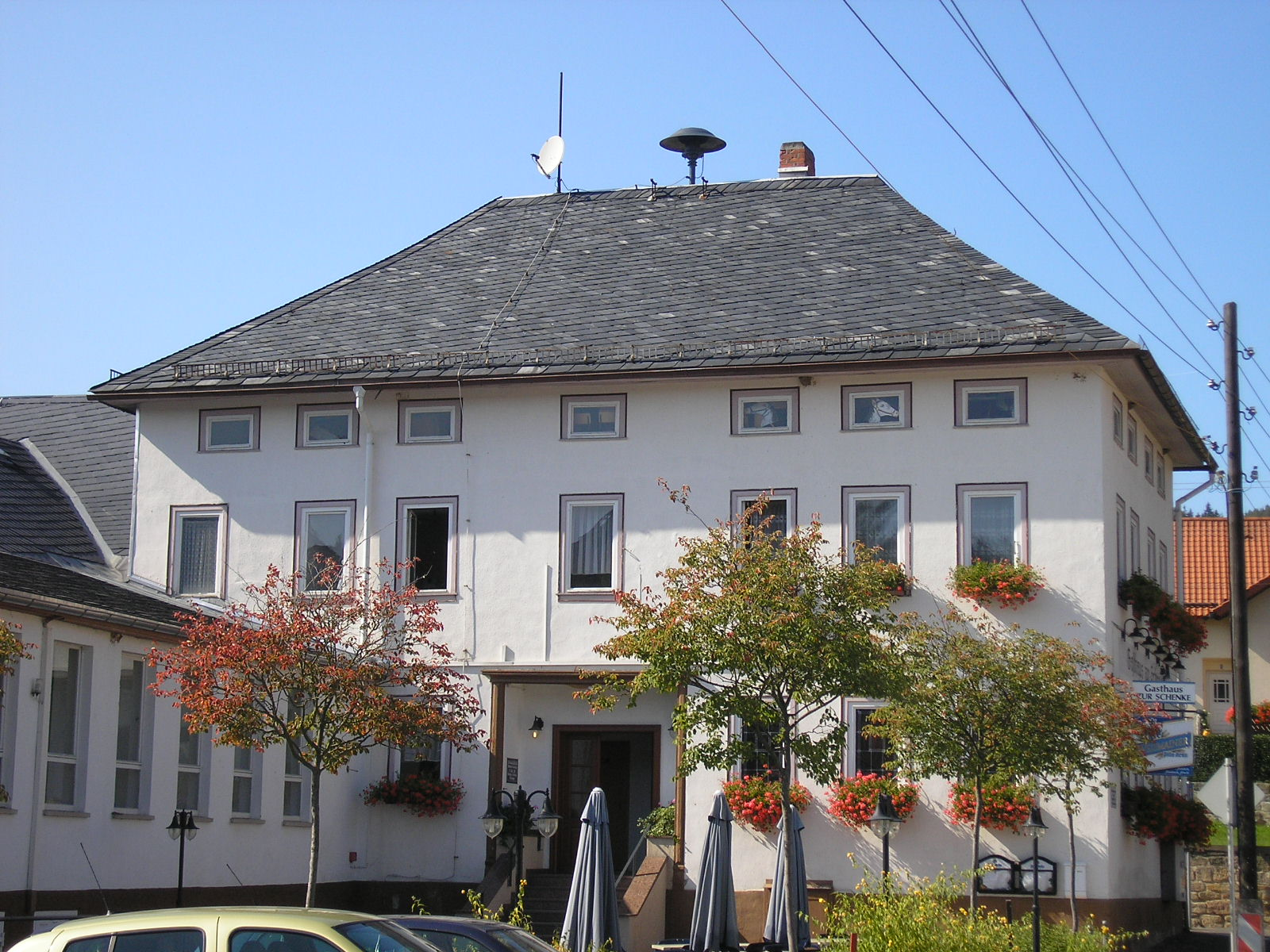
Gebäude der Ortsverwaltung

Der Heydaer Ortsbürgermeister ist Thomas Schäfer. Er wurde zuletzt bei den Kommunalwahlen in Thüringen am 26. Mai 2024 im Amt bestätigt. Zusammen mit vier weiteren Mitgliedern bildet er den Ortsteilrat von Heyda.

## Wirtschaft und Verkehr
Heyda ist ein landwirtschaftlich geprägter Ort. Heute pendeln viele der Einwohner nach Ilmenau zur Arbeit.
Straßen führen nach Martinroda, Schmerfeld und Ilmenau/Unterpörlitz. Der Ort wird durch die A 71 im Süden von Ilmenau getrennt. Hier befinden sich zwei größere Talbrücken, nämlich die Talbrücke Streichgrund und die Talbrücke Altwipfergrund.

## Persönlichkeiten
- Johann Nicolaus Mempel (* 10. Dezember 1713 in Heyda; † 26. Februar 1747 in Apolda), deutscher Kantor und Bachforscher
- Karl Christoph Oettelt (* 28. Januar 1727 in Schleiz; † 12. Juli 1802 in Ilmenau), Pionier der Forstmathematik, war Förster von Heyda, kartierte den örtlichen Forst